# Osamu Shimomura
Osamu Shimomura (下村 脩 Shimomura Osamu?,  Fukuchiyama, Imperio japonés; 27 de agosto de 1928-Nagasaki, Japón; 19 de octubre de 2018) fue un químico orgánico y biólogo marino japonés galardonado con el Premio Nobel de Química de 2008 por el descubrimiento y desarrollo de la proteína verde fluorescente (GFP), junto con los estadounidenses Martin Chalfie y Roger Y. Tsien.

## Infancia y juventud
Shimomura nació en la Prefectura de Kioto en 1928, pero fue educado en Manchuria y Osaka, donde su padre, oficial del ejército, estaba destinado. Posteriormente se trasladó a Isahaya, Nagasaki.
Su mujer, Akemi, a la que conoció en la Universidad de Nagasaki, es también química orgánica y compañera en sus investigaciones. Su hijo, Tsutomu Shimomura, es un experto en seguridad informática que colaboró en el arresto del hacker y phreaker Kevin Mitnick.

## Estudios académicos y trabajo científico
El profesor Shimomura posee un Ph.D. en química orgánica y fue profesor emérito de dos instituciones científicas de los Estados Unidos, el Marine Biological Laboratory (MBL) situado en Woods Hole, Massachusetts (donde trabajó desde 1980 hasta su jubilación, en 2001) y la Boston University Medical School.
El 8 de octubre del 2008 fue galardonado con el Premio Nobel de Química, junto a Martin Chalfie y Roger Tsien, por su trabajo con la proteína verde fluorescente (GFP), dentro de sus estudios de la medusa Aequorea victoria y de la proteína aequorina. El profesor Shimomura fue el primero que aisló y describió la GFP de la medusa, y descubrió que la GFP, al recibir radiación ultravioleta, emite una luz verde.